# Мунду-Нову (Баия)
Мунду-Нову (порт. Mundo Novo)  —  муниципалитет в Бразилии, входит в штат Баия. Составная часть мезорегиона Северо-центральная часть штата Баия. Находится в составе крупной городской агломерации. Входит в экономико-статистический микрорегион Итабераба. Население составляет 14 286 человек на 2006 год. Занимает площадь 1496,144 км². Плотность населения — 9,5 чел./км².

## Статистика
- Валовой внутренний продукт на 2003 год составляет 42 630 804,00 реалов (данные: Бразильский институт географии и статистики).
- Валовой внутренний продукт на душу населения на 2003 год составляет 2436,74 реалов (данные: Бразильский институт географии и статистики).
- Индекс развития человеческого потенциала на 2000 год составляет 0,642 (данные: Программа развития ООН).